# آلانیچی (بتلیس)
آلانیچی (به ترکی استانبولی: Alaniçi) یک منطقهٔ مسکونی در ترکیه است که در بیتلیس واقع شده‌است. آلانیچی ۲۹۸ نفر جمعیت دارد.